# 이창진 (야구 선수)
이창진(李昶鎭, 1991년 3월 4일 ~ )은 현 KBO 리그 KIA 타이거즈의 외야수, 내야수, 지명타자이다.

## 아마추어 시절
인천고등학교 2학년 때인 2008년 전국 대회에서 타율 0.411을 기록해 이영민 타격상을 받았다. 그러나 신인 드래프트에 지명되지 못해 2010년에 건국대학교에 진학했다. 건국대 시절 주전 3루수로 활동하며 노수광, 조정원, 이창열, 조수행, 홍창기와 함께 대학 리그 최고의 막강 타선을 구축했다. 1학년 때인 2010년 타율 2위, 홈런 1위, 최다 안타 1위에 오르며 주목받았고 3학년 때인 2012년에는 최다 안타 2위와 3할대 타율을 기록하는 등 꾸준한 모습을 보여줬다. 4학년 때인 2013년에는 동아시아 경기 대회 국가대표에 선발됐다.

## 롯데 자이언츠시절
2014년에 입단하였다. 2014년 8월 12일 넥센 히어로즈와의 경기에 출전하며 데뷔 첫 경기를 치렀고, 경기에서 1타수 1안타를 기록했다.

## kt 위즈시절
2015년에 5:4 트레이드를 통해 이적하였다.

## 상무 야구단시절
2016년에 입단하였다.

## kt 위즈복귀
2017년에 복귀하였다.

## KIA 타이거즈시절
2018년 6월 7일 당시 KIA 타이거즈 소속이었던 오준혁과 1:1 트레이드로 이적하였다. 2019년 4월 14일에 데뷔 첫 홈런을 기록했다.

## 출신 학교
- 경기 신도초등학교
- 부천중학교(전학) → 동인천중학교
- 인천고등학교
- 건국대학교

## 통산 기록
| 연도 | 팀명  | 타율  | 경기 | 타수 | 득점 | 안타 | 2루타 | 3루타 | 홈런 | 루타 | 타점 | 도루 | 도실 | 볼넷 | 사구 | 삼진 | 병살 | 실책 |
| ---- | ----- | ----- | ---- | ---- | ---- | ---- | ----- | ----- | ---- | ---- | ---- | ---- | ---- | ---- | ---- | ---- | ---- | ---- |
| 2014 | 롯데  | 0.500 | 4    | 2    | 1    | 1    | 1     | 0     | 0    | 2    | 0    | 0    | 0    | 0    | 0    | 1    | 0    | 0    |
| 2015 | kt    | 0.158 | 13   | 19   | 1    | 3    | 1     | 0     | 0    | 4    | 0    | 0    | 0    | 1    | 0    | 6    | 0    | 0    |
| 2018 | KIA   | 0.172 | 20   | 29   | 5    | 5    | 1     | 0     | 0    | 6    | 0    | 0    | 1    | 0    | 1    | 3    | 2    | 0    |
| 2019 | KIA   | 0.270 | 133  | 400  | 57   | 108  | 25    | 1     | 6    | 153  | 48   | 8    | 8    | 57   | 4    | 92   | 8    | 5    |
| 2020 | KIA   | 0.330 | 22   | 88   | 19   | 29   | 8     | 1     | 0    | 39   | 7    | 0    | 1    | 10   | 1    | 17   | 2    | 0    |
| 2021 | KIA   | 0.209 | 105  | 249  | 35   | 52   | 8     | 1     | 3    | 71   | 33   | 5    | 0    | 36   | 1    | 54   | 10   | 1    |
| 2022 | KIA   | 0.301 | 111  | 346  | 56   | 104  | 14    | 0     | 7    | 139  | 48   | 3    | 5    | 41   | 2    | 63   | 7    | 0    |
| 2023 | KIA   | 0.270 | 104  | 244  | 35   | 66   | 11    | 3     | 4    | 95   | 29   | 9    | 2    | 34   | 2    | 44   | 6    | 1    |
| 2024 | KIA   | 0.262 | 103  | 191  | 36   | 50   | 10    | 0     | 1    | 63   | 18   | 4    | 3    | 45   | 2    | 36   | 6    | 1    |
| 통산 | 9시즌 | 0.267 | 1849 | 1568 | 245  | 418  | 79    | 6     | 21   | 572  | 183  | 29   | 20   | 224  | 13   | 316  | 41   | 8    |